# Bartosz Mikos
Bartosz Mikos, född 8 mars 1980, är en polsk bågskytt. Han deltog vid olympiska sommarspelen 2000.